# Гіталов Олександр Васильович
Олекса́ндр Васи́льович Гіта́лов (14 [27] травня 1915, село Татарівка, тепер село Комишувате Новоукраїнського району Кіровоградської області — 21 березня 1994, село Комишувате Новоукраїнського району Кіровоградської області) — новатор сільськогосподарського виробництва, двічі Герой Соціалістичної Праці — 16.02.1948 (за високі врожаї пшениці — 33 центнери з гектара) та 26.02.1958 (за успіхи в розвитку сільського господарств), раціоналізатор та винахідник, заслужений механізатор УРСР (1962). Депутат Верховної Ради СРСР 3—11-го скликань. Член ЦК КПУ в 1956—1990 роках.

## Життєпис
Походив з родини селянина-бідняка. Батько, учасник громадянської війни, повернувся пораненим і невдовзі помер від тифу.
З восьми років наймитував. У 1929 році вступив до колгоспу, у 1934 році закінчив курси механізаторів і оволодів професією тракториста, з того часу працював трактористом, з 1936 року — бригадиром тракторної бригади Малопомічнянської машинно-тракторної станції Новоукраїнського району Кіровоградщини.
З 1941 по 1945 рік служив у Червоній армії, учасник німецько-радянської війни.
З 1945 року працював бригадиром тракторної бригади Малопомічнянської МТС Новоукраїнського району. Разом з Іллею Кравчуком, Дмитром Кульчицьким, Петром Курченком та Петром Перчуном зібрали з покинутих німцями тягачів 3 саморобні трактори, і в 1946 році добилися рекорду — 1216 га м'якої оранки на 15-сильний трактор.
1947 року його бригада вступає у змагання із бригадою Паші Ангеліної та перемагає — на 3-х колісних ХТЗ здійснили 5616 га м'якої оранки, побили власний довоєнний рекорд врожайності пшениці. У 1948 році виступає із закликом «Зробимо всі бригади передовими!». Член ВКП(б) з 1948 року.
1956 року зініціював комплексну механізацію робіт на вирощуванні просапних культур. Делегат XX—XXV з'їздів КПРС, XVIII—XXV з'їздів Компартії України.
З 1958 року працював бригадиром тракторної бригади колгоспу імені XX з'їзду КПРС Новоукраїнського району Кіровоградської області.
У кінці 1950-х років в США, у штаті Айова, вивчав досвід вирощування кукурудзи, жив й працював у фермера Гарста; американці були здивовані його знанням щодо техніки — самотужки відновлював вузли, які вже вважалися непридатними.
На думку партійного керівництва, людина з таким пропагандистським статусом повинна була б мати вищу освіту, тому його умовили подати документи до Уманського сільськогосподарського інституту, від якого він «відкупився», виставивши могорич викладачам.
Депутат Верховної Ради СРСР 3—11-го скликань. Член Президії Верховної Ради СРСР 9—10-го скликань; член Радянського комітету захисту миру.
Лауреат премії імені Ярослава Галана — 1973, за статтю «Дума про хліб». Кавалер 2 орденів Леніна, ордена Жовтневої Революції, Дружби народів, Трудового Червоного Прапора, нагороджений медалями та Державною премією СРСР 1975 року.
Довів на практиці, що в умовах українського лісостепу і степу можливо вирощувати кукурудзу, обробляючи одним трактором 100 гектарів, згодом — по 120—140 гектарів, за що 1956 року нагороджений медаллю ВДНГ.
Через його бригаду (Всесоюзна школа передового досвіду) пройшло навчання до 12 тисяч механізаторів з усіх країв колишнього СРСР. Комишувате називали «Степовою Академією».
Сприяв добудові Комишуватської середньої школи та будівництву Тарасівської школи у Новгородківському районі, є засновником музею Трудової слави села Комишуватого.
На базі Комишуватської середньої школи тривалий час діяла "Школа юних гіталовців" досвід якої вивчався на всесоюзному рівні

О.В.Гіталов з учнями Комишуватської школи (1975 рік)

Як майстер високих врожаїв їздив до Бельгії, Болгарії, Куби, Франції, Чехословаччини.
Сприяв появі в Новоукраїнці: комбікормового та круп'яного заводів на комбінаті хлібопродуктів, ремонтної майстерні райсільгосптехніки, залізничний вокзал, міжрайонної друкарні, лікарні, трьох дитячих садків, двох шкіл, профтехучилища на 720 учнів, клубу цукрового заводу, чотирьох мостів, Палацу культури.
Разом з тим, був і час, коли журналісти, які перше натхненно «ліпили» з нього великого героя, стали разом із Компартією паплюжити і дутих «орлів степового краю» — Андріяша, Гуртового, Шліфера. Гіталову закидали, що він не сам написав «Думу про хліб», а його буряки насправді не завжди були найбільшими.
В той же час, деякі автори відзначають, що рух за широке «соціалістичне змагання», нібито ініційований тракторною бригадою Героя Соціалістичної Праці О. В. Гіталова, а насправді «спущений» зверху, мав на меті витиснути з селян більше трудоднів і відбирав у них можливість працювати на свої сім'ї на присадибних ділянках. Так звану «народну ініціативу» щодо розгортання соціалістичного змагання радянський уряд використовував для збільшення середньорічного відпрацювання трудоднів: у 1950 році — 251 трудодень, 1953 році — 295 і 342 у 1958 році..
Автор книг та публіцистичних творів:
- 1958 — «Широко впроваджувати комплексну механізацію вирощування просапних культур»,
- 1972 — «Дума про хліб», творче оформлення В. Сіробаби,
- 1977 — «Слово до юного друга»,
- 1986 — «Наша передова — поле».

## Нагороди
- двічі Герой Соціалістичної Праці (16.02.1948, 26.02.1958)
- три ордени Леніна (16.02.1948, 8.12.1973, 24.05.1985)
- орден Жовтневої Революції (8.04.1971)
- орден Трудового Червоного Прапора (31.12.1965)
- орден Вітчизняної війни ІІ ст. (11.03.1985)
- орден Дружби народів (26.05.1975)
- дві медалі «За трудову доблесть» (25.12.1959, 26.04.1963)
- медалі
- Почесна грамота Президії Верховної Ради Української РСР (26.05.1965)
- Державна премія СРСР 1975
- Лауреат премії ЦК КПУ імені Ярослава Галана, 1973
- заслужений механізатор Української РСР (14.03.1962)
- заслужений наставник молоді Української РСР (9.02.1983)

## Пам'ять
У 1954 році відомий живописець Віктор Адамкевич написав портрет Героя Соціалістичної Праці О. Гіталова.
Коли вже він був старий та хворий, з його хати вкрали всі нагороди; на похоронах за «Дідом» (так його називали в селі) несли порожні орденські подушечки.
У квітні 2005 року заснована обласна премія імені Гіталова[недоступне посилання], котра вручається найкращим хліборобам області.